# Glaphyra perfuga
Glaphyra perfuga är en skalbaggsart som beskrevs av Holzschuh 1998. Glaphyra perfuga ingår i släktet Glaphyra och familjen långhorningar. Inga underarter finns listade i Catalogue of Life.